# أنطونيو كاردوسو
أنطونيو كاردوسو (بالبرتغالية: Antônio Cardoso‏)؛ بلدية في ولاية باهيا في المنطقة الشمالية الشرقية من البرازيل.